# ウェイン・マン
ウェイン・マン（Wayne Munn、1896年2月19日– 1931年1月9日）は、ネブラスカ大学出身のフットボール選手およびプロレスラー。レスラーとして、マンは第10代世界ヘビー級チャンピオンにも就いている。ただしマンの世界タイトルマッチでの勝利は、レスリングの経験が無い純粋なパフォーマーがプロレスで世界選手権に勝利することになった初めてのケースであり、その意味で歴史的な事件である。
禁酒法で儲けたギャングに賭けの八百長試合をやらされたレスラーとされる。
ルー・テーズは自伝で、史上初のレスラーではない純粋なパフォーマーが世界王座に就いたのは、第10代王者ウェイン・マンとしている。つまりその頃にはすでにレスリングができないパフォーマーがリングに上がるようにはなっていたことがわかる。

## プロレスのキャリア
アメリカンフットボールの選手であったマンを、新たなレスリングスターとして見出したのはエド・ルイスとプロモーターのトゥーツ・モント、ビリー・サンダウらとされる。
マンはレスリングの経験がなく、シュートの能力も低かったにもかかわらず、1925年1月8日の世界戦で王者であったエド・ルイスは、あえてマンに王座を譲り渡した。エドを始めとするプロモーターは、レスリング経験は全くなかったが、フットボール選手として知名度の高かったマンを新たなスター選手にしようと目論んだが、その裏には10万ドルが動いたという黒い噂もある。結果的にマンに強豪王者であるエド・ルイスがわざと王座を譲ったことになり、これ以降タイトルはレスラーとパフォーマーレスラーの間を行き来するようなこともしばしばみられるようになった。
この当時エド・ルイスらに説得されて引き立て役などをしていた人物にはスタニスラウス・ズビスコもいた。ところが1925年4月15日に行われたタイトルマッチで、王者であるマンに花を持たせることになっていたはずのズビスコがシュートを仕掛けた。試合はシュートの能力(つまり格闘技の実力)で勝るズビスコの一方的な勝利となり、マンのタイトル保持は3ヶ月強で終わった。このズビスコの「騙し討ち」の一件は後のプロレスに影響を与え、旧NWAの世界タイトルマッチの体で行われた中での出来事であったため、ズビスコは関係者から危険人物とみなされるようになったが、一方で事情を知らない一般のファンからは多大な人気を集めた。この反省を活かして旧NWAはシュートに対応できる実力者を王者にするようになったと言われている。なお、この試合は「マッチメイク破り」としては史上最古の例と伝わっている。ズビスコに破れたマンは、ミシガン州とイリノイ州で世界ヘビー級王者として認定され続けたが、1928年2月2日に行われたタイトルマッチでエド・ルイスに敗れ王座を失い、その後引退している。
引退後マンは腎臓病を患い、闘病生活を妻と娘のメアリー・アン・マンらと送るが、1931年1月9日にテキサス州サンアントニオのフォートサムヒューストン基地病院で死去。亡くなるまでの数年間、マンは石油事業に従事していた。
マンはまた第一次世界大戦にも従軍し、歩兵の中尉を務めていた。

## 獲得タイトル
- National Wrestling Association（旧NWA)
  - World Heavyweight Wrestling Championship （1回）